# Генрих Здановський
Генрих Здановський (17 листопада 1861, Вільнюс  — 20 січня 1910 , Київ) — український державний діяч польського походження, цукрозаводчик, депутат Державної думи I скликання від Київської губернії. 

## Життєпис
Польський шляхтич, за віросповіданням католик. Народився в сім'ї Яна Здановського і Ганни Шостаківської-Здановської.  
Батько був убитий під час польського повстання, а маєток конфісковано. Середню освіту здобув удома. Поступив вільним слухачем на юридичний факультет Київського університету.  
Заарештований у 1881 у Вільнюсі і в 1882 у Одесі .  
Виключений у 1882 з Київського університету через «неблагонадійність» без права вступу до вищих навчальних закладів. Займався сільським господарством на орендованій землі. Пізніше володів землями у Васильківському повіті Київської губернії і мав великий цукровий завод. Член правління всеросійського товариства цукрозаводчиків, брав діяльну участь у сільськогосподарських і цукропромислових губернських комісіях. Входив до складу Союзу автономістів. Під час аграрних заворушень селяни спалили у Здановського в орендованому у графині Браницької селі Янковка комори з житом на більш ніж 6 тисяч рублів. 
21 квітня 1906 обраний до Державної думи I скликання від загального складу виборців Київських губернських виборчих зборів. За одними відомостями увійшов до Конституційно-демократичної фракції і Української фракції, за іншими — безпартійний, автономіст. 
Ліберально налаштовані журналісти стверджували, що "колишній депутат від Київщини поляк Здановський, замість того, аби в Думі сидіти, зганяв козаків до своїх маєтків і змушував селян жати за дванадцятий сніп, тоді, як навіть сусідні орендарі давали сьомий сніп чи восьмий". 
25 лютого 1907 М. Здановський обраний в Києві головою "Спілки орендарів південно-західного краю". 
Деталі подальшої долі невідомі. Помер 20 січня 1910. 

## Родина
- Дружина — Юлія Здановська, до шлюбу Ростоцька (1872 — 1944, Grodzisk maz., Mazowieckie, Польща)[4].
- діти: 
  - Софія, в шлюбі Древновська (1901 — 1975)
  - Генрик Здановський (молодший) (1907, Київ — 1940, Катинь), юрист, поручик запасу, в'язень Козельського табору військовополонених, загинув у Катині [12].
  - Ганна, в шлюбі Кондрацька
  - Яніна Здановська
  - Тереза Здановська
  - Мауріций Здановський
  - Влодзімеж Здановський

### Рекомендовані джерела
- Российский государственный исторический архив. Фонд 1278. Опись 1 (1-й созыв). Дело 122. Лист 14 оборот; Фонд 1327. Опись 1. 1905 год. Дело 141. Л. 75; Дело 143. Лист 58 оборот — 59.